# Hans Moke Niemann
Hans Moke Niemann (geboren am 20. Juni 2003 in San Francisco, Kalifornien) ist ein US-amerikanischer Schachspieler. Er trägt seit 2021 den Titel eines Großmeisters.

## Karriere
Niemann wurde 2003 im kalifornischen San Francisco geboren, seine Familie ist dänischer und hawaiianischer Abstammung. Als Kind zog er mit seiner Familie in die Niederlande, wo er im Alter von acht Jahren das Schachspiel erlernte. Zudem war er in den Niederlanden als Radfahrer aktiv. Mit 9 Jahren kehrte er in die Vereinigten Staaten nach Orinda in der San Francisco Bay Area zurück. Dort spielte er im Dezember 2012 an der Fremont Middle School sein erstes gewertetes Schachturnier. Er hörte mit dem Radfahren auf und begann, sich auf Schach zu konzentrieren. Innerhalb eines Jahres spielte Niemann nach eigener Aussage 100 Turniere und steigerte seine Wertungszahl von rund 1000 auf 2000. Im Alter von 12 Jahren zog er mit seiner Familie nach Connecticut an die Ostküste der USA um. Drei Jahre nach seinem ersten Turnier hatte Niemann eine Elo-Zahl von 2400. In den folgenden zweieinhalb Jahren stagnierte die Entwicklung seiner Elo allerdings. Niemann selbst begründet dies damit, dass er wieder regulär zur Schule ging, nachdem er in der siebten Klasse zuhause unterrichtet worden war und dabei mehr Zeit für Schachturniere gehabt hatte, zudem habe er Schach in jener Zeit nicht ernst genug genommen. Im Jahr 2016 wurde er FIDE-Meister, 2018 erhielt er den Titel Internationaler Meister, wobei ihm auch seine erste Großmeisternorm gelang. Mit dem Beginn der Highschool (Herbst 2016) konzentrierte er sich mehr auf die Schule, da er den Traum einer Profikarriere als Schachspieler verworfen hatte. Daher spielte er deutlich weniger Schach, zudem konnte er in dieser Zeit schlecht mit Niederlagen umgehen. Als Schachspieler war er vor allem im Sommer aktiv. Bei den U.S. Masters im Sommer 2019 verpasste er seine zweite Großmeisternorm nur um einen halben Punkt, was er als schweren Rückschlag ansah.
Dank eines Stipendiums konnte Niemann im Herbst 2019 für sein drittes Highschooljahr auf die Columbia Grammar & Preparatory School in New York City wechseln – an der mit Marc Tyler Arnold zuvor bereits ein weiterer US-amerikanischer Großmeister zur Schule gegangen war – während Niemanns Familie in Connecticut blieb. Um seine Miete in New York zahlen zu können, arbeitete er 20 bis 30 Stunden pro Woche als Schachtrainer, wodurch seine Leidenschaft zum Schach neu entfacht wurde. Im Dezember 2019 erspielte Niemann seine zweite GM-Norm. Da ihm infolge der COVID-19-Pandemie Einnahmen durch Schachtraining verloren gingen, konzentrierte Niemann sich mehr auf Online-Blitzschach und darauf, via Twitch Schach-Streams zu veranstalten. Im Oktober 2020 gelang ihm beim Charlotte Chess Center & Scholastic Academy GM Norm Invitational seine dritte und letzte Großmeisternorm. Im Dezember 2020 erreichte er bei einem Turnier im spanischen Sitges erstmals eine Elo-Zahl von über 2500, die zur Verleihung des Großmeistertitels notwendig ist. Niemann wurde daraufhin im Januar 2021 zum Großmeister ernannt.
Bei der U.S. Junior Championship in St. Louis im Juli 2021 gewann Niemann den Titel und qualifizierte sich damit zur US-Meisterschaft der Erwachsenen. Im März 2022 war Niemann mit einer Elo-Zahl von 2648 erstmals in den Top 100 der Weltrangliste zu finden.

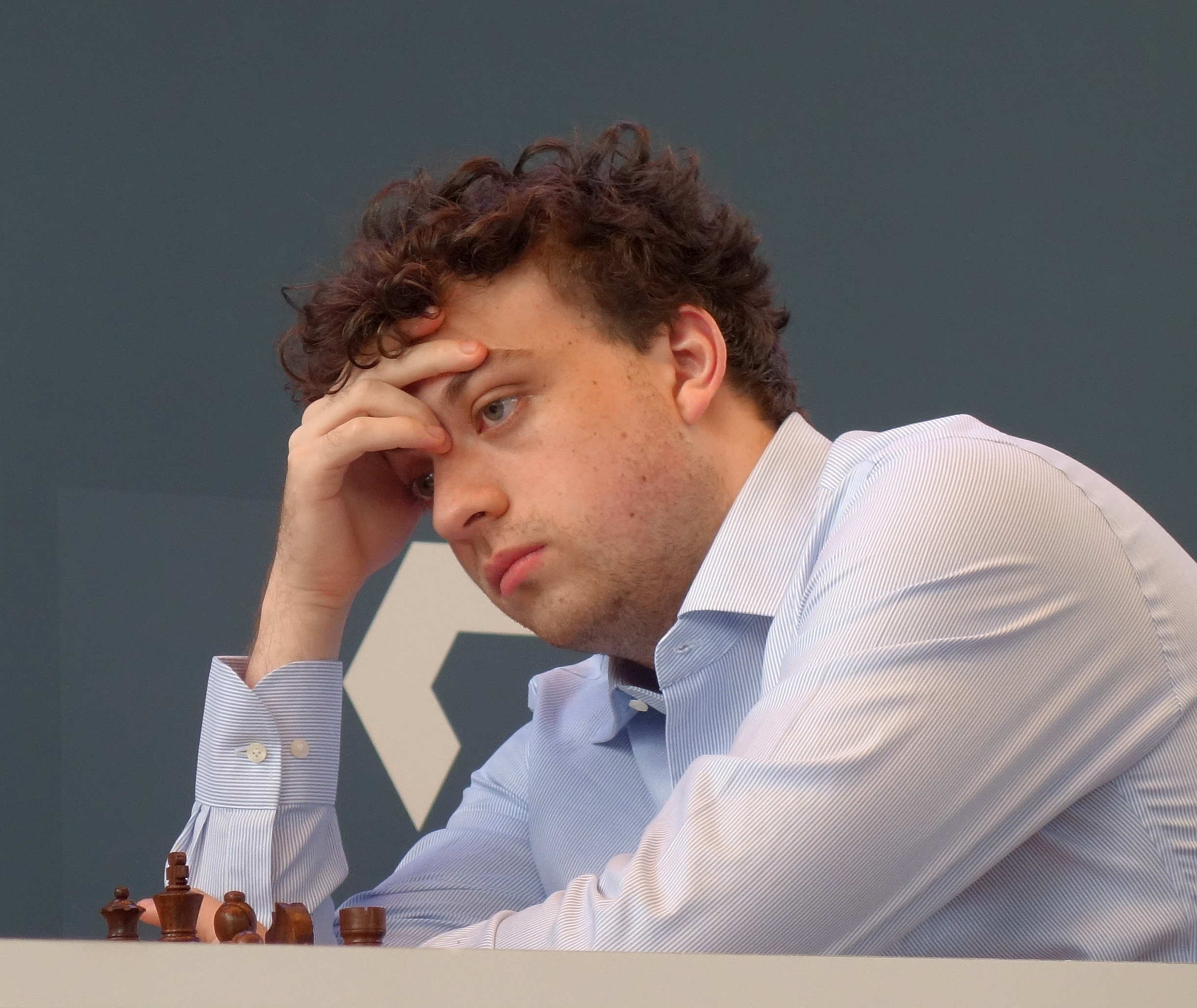
Hans Niemann beim Grenke Open 2024

Im April 2024 gewann Niemann mit acht Punkten aus neun Partien das in diesem Jahr nach 2019 erstmals wieder ausgetragene Grenke Chess Open.
Betrugsvorwürfe von Magnus Carlsen
Beim Sinquefield Cup machte Niemann in der dritten Runde am 4. September 2022 mit einem Schwarzsieg über den amtierenden Weltmeister Magnus Carlsen auf sich aufmerksam. Mit diesem Sieg erreichte er die Marke von 2700 Elo-Punkten. Carlsen zog sich nach der Niederlage ohne direkte Angabe von Gründen aus dem Turnier zurück, was sofort Spekulationen über mögliche Manipulationen durch Niemann auslöste, für die es aber laut Hauptschiedsrichter Chris Bird keine Anhaltspunkte gab. Das nächste Aufeinandertreffen der beiden Spieler war eine Schnellschachpartie in dem Online-Turnier Julius Bär Generation Cup, die Carlsen bereits im zweiten Zug aufgab (1. d4 Sf6 2. c4 Schwarz gibt auf?! 1:0). Erst eine Woche später äußerte sich Carlsen via Twitter in einem offenen Brief. Darin warf er Niemann vor, dass dieser häufiger und in jüngerer Zeit betrogen habe, als von ihm zugegeben worden war. Carlsen habe in der Partie im Sinquefield Cup beobachtet, dass Niemann ihn überspielt habe, ohne voll konzentriert gewesen zu sein. Carlsen kündigte an, auch in Zukunft nicht mehr gegen Niemann spielen zu wollen, da Betrug eine „existenzielle Bedrohung fürs Schach“ darstelle. Am 29. September 2022 gab die Fair-Play-Kommission der FIDE bekannt, dass sie einen Untersuchungsausschuss zur Klärung des Streitfalles einsetzen werde. Ex-Weltmeister Garri Kasparow äußerte, es gebe „null Beweise“ für Betrug in der Partie zwischen den beiden, und nannte Carlsens Verhalten „inakzeptabel“.
Anfang Oktober 2022 veröffentlichte das Portal Chess.com eine Analyse von Niemanns Partien. Darin wurde erklärt, dass Niemann wahrscheinlich in über 100 Online-Partien betrogen hatte, unter anderem auch noch im Jahr 2020. Dies widersprach Niemanns früheren Behauptungen. Die Studie konnte keinen Nachweis dafür erbringen, dass Niemann auch in Partien betrogen hatte, die in Präsenz gespielt worden waren. Jedoch gab sie zu bedenken, dass nie zuvor einem anderen Spieler seiner Altersklasse ein vergleichbar rasanter Aufstieg in die Weltspitze gelungen sei. Kenneth Regan, Mathematiker und Experte für Betrugsanalyse bei Schachspielen, konnte bei seiner eigenen Analyse keine Verdachtsmomente für einen Betrug feststellen.
Im Oktober 2022 erklärte Niemann, in den USA eine Klage auf Zahlung von jeweils 100 Millionen Dollar Schadensersatz eingereicht zu haben. Die Klage richtete sich gegen Carlsen, chess.com, Daniel Rensch (Chief Chess Officer von chess.com) und Hikaru Nakamura (der in seinen Streams die Vermutung geäußert hatte, dass Niemann betrogen habe). Am 27. Juni 2023 wurde die Klage von einer Bundesrichterin abgewiesen.
Im August 2023 legten Niemann und Carlsen ihren Streit bei und Carlsen erklärte, bei zukünftigen Wettbewerben wieder gegen Niemann anzutreten. Zudem wurde Niemann auf chess.com entsperrt.

## Partiebeispiel
|   | a | b | c | d | e | f | g | h |   |
| 8 |   |   |   |   |   |   |   |   | 8 |
| 7 |   |   |   |   |   |   |   |   | 7 |
| 6 |   |   |   |   |   |   |   |   | 6 |
| 5 |   |   |   |   |   |   |   |   | 5 |
| 4 |   |   |   |   |   |   |   |   | 4 |
| 3 |   |   |   |   |   |   |   |   | 3 |
| 2 |   |   |   |   |   |   |   |   | 2 |
| 1 |   |   |   |   |   |   |   |   | 1 |
|   | a | b | c | d | e | f | g | h |   |

Hier der oben erwähnte Sieg Niemanns mit den schwarzen Steinen beim Sinquefield Cup 2022 gegen Carlsen.
Carlsen–Niemann 0:1
St. Louis, 4. September 2022
Nimzowitsch-Indische Verteidigung, E20
1. d4 Sf6 2. c4 e6 3. Sc3 Lb4 4. g3 0-0 5. Lg2 d5 6. a3 Lxc3+ 7. bxc3 dxc4 8. Sf3 c5 9. 0-0 cxd4 10. Dxd4 Sc6 11. Dxc4 e5 12. Lg5 h6 13. Tfd1 Le6 14. Txd8 Lxc4 15. Txa8 Txa8 16. Lxf6 gxf6 17. Kf1 Td8 18. Ke1 Sa5 19. Td1 Tc8 20. Sd2 Le6 21. c4 Lxc4 22. Sxc4 Txc4 23. Td8+ Kg7 24. Ld5 Tc7 25. Ta8 a6 26. Tb8 f5 27. Te8 e4 28. g4 Tc5 29. La2 Sc4 30. a4 Sd6 31. Te7 fxg4 32. Td7 e3 33. fxe3 Se4 34. Kf1 Tc1+ 35. Kg2 Tc2 36. Lxf7 Txe2+ 37. Kg1 Te1+ 38. Kg2 Te2+ 39. Kg1 Kf6 40. Ld5 Td2 41. Tf7+ Kg6 42. Td7 Sg5 43. Lf7+ Kf5 44. Txd2 Sf3+ 45. Kg2 Sxd2 46. a5 Ke5 47. Kg3 Sf1+ 48. Kf2 Sxh2 49. e4 Kxe4 50. Le6 Kf4 51. Lc8 Sf3 52. Lxb7 Se5 53. Lxa6 Sc6 54. Lb7 Sxa5 55. Ld5 h5 56. Lf7 h4 57. Ld5 Ke5 0:1

## Vereine
In der United States Chess League spielte Niemann 2014 für die San Francisco Mechanics und 2015 für den Meister Manhattan Applesauce. In der deutschen Bundesliga spielt er seit der Saison 2021/22 für den SK Doppelbauer Kiel.
| Die zur Anzeige dieser Grafik verwendete Erweiterung wurde dauerhaft deaktiviert. Wir arbeiten aktuell daran, diese und weitere betroffene Grafiken auf ein neues Format umzustellen. (Mehr dazu) |